# Angèle Patassé
Pour les articles homonymes, voir Angèle et Patassé (homonymie).
Angèle Patassé de son nom de naissance Angèle Essotina Patassé, née en 1955 et morte le 3 décembre 2007 à Lomé au Togo, est une personnalité publique d'origine togolaise. Elle est la Première dame de la République centrafricaine de 1993 à 2003 en tant qu'épouse du président Ange-Félix Patassé.

## Biographie
Angèle Essotina Patassé, issue du peuple Kabye, voit le jour à Kouméa, dans la préfecture de la Kozah, située dans la région de la Kara, au nord du Togo.
En 1982, le chef de l'opposition centrafricaine Ange-Félix Patassé organise une tentative de coup d'État contre le président André Kolingba (qui est arrivé au pouvoir à la suite d'un coup d'État, moins d'un an plus tôt). Après l'échec du coup d'État contre le président André Kolingba, Ange-Félix Patassé s'exile avec sa famille au Togo de 1982 à 1992. Au cours de son exil, ce dernier divorce de sa première épouse, Lucienne Patassé, et se marie à Angèle Essotina Patassé, une Togolaise. Ensemble, ils ont trois enfants.
En 1992, Ange-Félix Patassé retourne en République centrafricaine et il est élu président lors de l'élection présidentielle de 1993. Angèle Patassé devient alors la Première dame de la République centrafricaine jusqu'en 2003, quand le mandat de son mari prend fin.

## Coup d'État de son époux le président Ange-Félix Patassé

### Changement forcé de trajectoire pour Yaoundé, au Cameroun.
En mars 2003, la Première dame Angèle Patassé accompagne son mari et une délégation du gouvernement centrafricain à un sommet régional à Niamey, au Niger. À leur retour du Niger le 15 mars 2003, le président Ange-Félix Patassé est renversé par le général François Bozizé. D'après Jeune Afrique, le vol ramenant le président Patassé à Bangui est en retard parce que la Première dame Angèle Patassé s'est attardée à faire du shopping à Niamey. Aucun passager à bord de l'avion présidentiel n'est au courant du coup d'État en cours. Selon le journaliste François Soudan dans Jeune Afrique, le long voyage de shopping de la Première dame « a probablement sauvé la vie du couple », puisque Bozizé et ses forces sont en possession de l'aéroport international de Bangui M'Poko à l'heure où l'avion approche, obligeant l'appareil présidentiel  à se détourner de Yaoundé, au Cameroun.

### Exil a Yaoundé au Cameroun Lomé, son Togo
Lors de leur séjour à l'hôtel Hilton de Yaoundé, Angèle et Ange-Félix Patassé apprennent que leurs deux jeunes enfants, Salomon et Providence, ont été conduits à l'ambassade de France à Bangui. Les enfants sont bientôt évacués par un avion de transport militaire Transall C-160 vers Libreville, au Gabon, avec d'autres membres de la famille Patassé et leurs domestiques togolais. Angèle Patassé rend visite à la Première dame camerounaise Chantal Biya, qui envoie également à la famille Patassé de la nourriture africaine, bien que le président camerounais Paul Biya refuse d'appeler l'ancien président Patassé. La Première dame ⁣⁣gabonaise⁣⁣, Édith Bongo, s'est également entretenue avec Angèle Patassé plusieurs fois par jour au lendemain du coup d'État.
Angèle Patassé et sa famille s'envolent pour Lomé, son Togo natal, le 19 mars 2003, où elle vit en exil jusqu'à la fin de sa vie,.

### Maladie et décès
Angèle Patassé meurt d'une longue maladie ayant entraîné une défaillance multiviscérale, dans une clinique privée de Lomé, au Togo, le 3 décembre 2007, à l'âge de 52 ans,. Sa santé s'est détériorée avant sa mort. Elle laisse dans le deuil son mari et leurs trois enfants , ,.
Angèle Patassé est enterrée à Lomé, au Togo, le 22 décembre 2007, à la suite de funérailles à la villa de Lomé, où l'ancien président et la Première dame vivaient en exil depuis 2003 ,. Parmi les personnalités présentes à ses funérailles figure une délégation officielle du gouvernement centrafricain, composée de la ministre de la Solidarité nationale et de la Famille, Marie Solange Pagonendji-Ndakala, du ministre de l'Urbanisme, Timoléon Mbaikoua, de la vice-présidente de l’Organisation des femmes centrafricaines, Sérédouma, ainsi que de la consule générale de la République centrafricaine au Togo, Mme Zoungoula. L'ancien président Ange-Félix Patassé meurt en 2011.